# نهائي كأس الاتحاد الأوروبي للسيدات 2009
نهائي دوري أبطال أوروبا للسيدات 2009 هي المباراة النهائية من منافسة دوري أبطال أوروبا للسيدات 2008–09، أقيمت المباراة في 2009، بين فريقي MSV Duisburg (women) ‏، وZvezda-2005 Perm ‏، وفاز فيها MSV Duisburg (women) ‏، بعد أن هزم Zvezda-2005 Perm ‏، بنتيجة 7 - 1.

## تفاصيل المباراة
لعبت المباراة النهائية في 2009.
| MSV Duisburg (women) ‏ | 7 -1 | Zvezda-2005 Perm ‏ |
| --------------------- | ---- | ----------------- |
|                       |      |                   |